# Frapont
Frapont SA és una empresa de fusteria de gran format. L'empresa prové d'una petita fusteria tradicional, que l'any 1976 es va establir com a societat anònima. Poc després començarien a treballar a grans obres arquitectòniques a partir d'un encàrrec de l'antiga cadena de supermercats Pryca. Posteriorment també durien a terme la construcció de la secció del Far West de Port Aventura, fet que els va acabar de catapultar a les grans construccions de fusta.
A partir d'aleshores la companyia es va especialitzar en aquest àmbit i l'equip de dissenyadors, enginyers i artesans ha treballat en projectes com teatres, edificis d'oficines, hotels o hospitals. L'any 1994 s'encarregarien de la reconstrucció del Gran Teatre del Liceu, destruït durant un incendi, i més endavant treballarien en el Palau de Congressos de Catalunya, l'Hotel Arts i el W, diferents estacions d'AVE, l'aeroport de Bergen i la Cité Musicale de París.
Actualment, Frapont està dirigida per Cristina Pont i Francisco Pont i l'any 2017 l'empresa va ingressar prop de 30 milions d'euros.

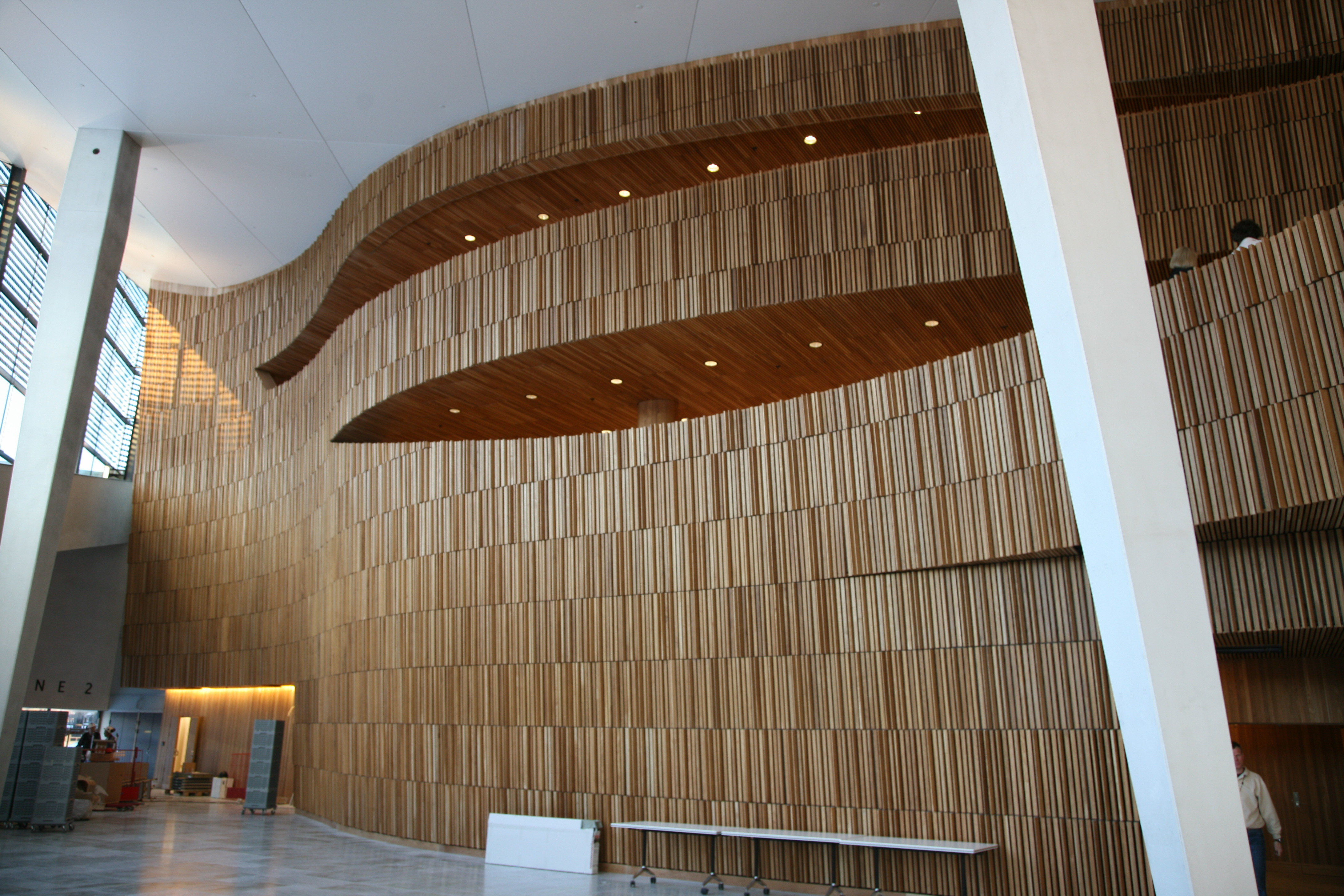
Paret de fusta de l'Òpera d'Oslo, feta per Frapont l'any 2012.